# Richard Anthony
Richard Anthony, nascut Richard Btesh (el Caire, 13 de gener de 1938 - Pegomaç, 19 d'abril de 2015) va ser un cantant francès nascut al Caire.

## Biografia
Va passar la seva infància a Egipte, Anglaterra i Argentina per acabar a França on va estudiar a l'institut Janson-de-Sailly a París. A la universitat va optar per estudiar Dret, uns estudis que va compatibilitzar amb una feina de comercial per a una empresa comercial de frigorífics.
El 1958, influït pel pop anglès va decidir adaptar aquest nou so al francès, enregistrant, entre d'altres, "You Are My Destiny" de Paul Anka i "Peggy Sue" de Buddy Holly. La discogràfica Columbia es va encarregar de llançar aquest primer disc, tot i que va passar desapercebut. No va ser fins al seu tercer àlbum, quan li va arribar l'èxit, principalment gràcies al tema "Nouvelle Vague", una versió d'una cançó de The Coasters. Posteriorment, vingueren altres cançons d'entre les quals destaquen, Lets twist again i Et j'entends siffler le train, enregistrat el 1962.
El 1965, va llançar Je me suis souvent demandé, una adaptació d'una cançó holandesa de Bobbejaan Schoepen que va gaudir de gran èxit a l'Argentina sota el títol de "A veces me pregunto". El 1968, va adaptar el concierto de Aranjuez de Joaquín Rodrigo. Durant la dècada del 1970, la seva carrera decau, tot i així edita Amoureux de ma femme (1973) i Non Stop (1978). El 1982, uns problemes fiscals el porten tres dies a la presó. El 1996, va retornar als estudis de gravació per versionar novament les seves cançons més conegudes en un àlbum, anomenat Sentimental, que es va editar a França i Espanya. També va publicar la seva autobiografia el 1998, va celebrar els seus 40 anys de carrera a París.

## Llista de cançons més destacades
- Tu m'étais destinée (1958), adaptació de «You Are My Destiny», de Paul Anka.
- Peggy Sue (1958), adaptació de Buddy Holly
- Suzie Darling (1958)
- La do da da (1958)
- Nouvelle vague (1959), adaptació de Three Cool Cats des Coasters
- Jéricho (1959)
- Tu parles trop (1960), adaptació de You Talk Too Much de Joe Jones
- Clémentine (1960), adaptació de Bobby Darin
- Itsy bitsy petit bikini (1960), adaptació de Itsy Bitsy Teenie Weenie Yellow Polka Dot Bikini de Brian Hyland
- Let's Twist Again (1961) adaptació de Chubby Checker
- Dis-lui que je l'aime (1961)
- Ça tourne rond (1961)
- Fiche le camp, Jack (1961) adaptació de Hit the Road Jack, de Ray Charles
- Noël (1961)
- Tu peux la prendre (1961 ou 1962), adaptació de You Can Have Her
- Écoute dans le vent (196x), adaptació de Blowin' in the Wind de Bob Dylan
- Leçon de twist (1962), adaptació
- Délivre moi (1962)
- J'entends siffler le train (1962), adaptació de 500 Miles de Hedy West
- Ne boude pas (1962) adaptació de Take Five, de Paul Desmond pour le Dave Brubeck Quartet
- Fait pour s'aimer (1962)
- On twiste sur le locomotion (1963)
- En écoutant la pluie (1963), adaptaciòn Rhythm of the Rain, The Cascades
- C'est ma fête (1963), adaptació de It's My Party de Lesley Gore
- Tchin tchin (1963)
- Et je m'en vais (1964), adaptació de Then he kissed me de The Crystals
- Ce Monde (1964)
- À présent tu peux t'en aller (1964)
- À toi de choisir (1964)
- La Corde au cou (1965) adaptació de I Should Have Known Better de The Beatles
- Je me suis souvent demandé (1965) adaptació de Ik heb me dikwijls afgevraagd de Bobbejaan Schoepen
- Au revoir mon amour (1965)
- piangi (1965)
- Jamais je ne vivrais sans toi (1965)
- Hello Pussycat (1966), adaptació
- La Terre promise (1966) adaptació de California Dreamin' de The Mamas and The Papas
- Sunny (1966) adaptació de Bobby Hebb
- Et après (1967)
- Aranjuez, mon Amour (1967) adaptació de Concerto d'Aranjuez de Joaquín Rodrigo; lletra de Guy Bontempelli
- Les main dans les poches 1967
- Le Grand Meaulnes (1967)
- Un homme en enfer (1968)
- L'Été (1968)
- Les Ballons (1968)
- Le Sirop Typhon (1969), adaptació del hit núm. 1 britànic de 1968, Lily the Pink, cantada pel grupo The Scaffold
- Les Petits Cochons (1969)
- Poeme d'amour 1969
- Si cada tarde muere una rosa
- L'An 2005 (1969), adaptació de In the year 2525 de Zagger and Evans
- Bien l'bonjour (1970)
- Na na hé espoir (1970)
- El arca de Noé (1970)
- Il pleut des larmes (1970)
- Non stop (1970)
- abrázame (1975)
- New York (1978)
- Señora la dueña (1970)
- San Diego (1978)
- Un soleil rouge (1971)
- Tibo (1971)
- Maggy May (1971), adaptació de Rod Stewart
- Sans toi (1972)
- Victoire je t’aime (1973)
- Marie Jeanne (1973)
- Amoureux de ma femme (1974)
- Nathalie (1975)
- Chanson de dix sous (1975)
- De la musique républicaine (1976)
- Voilà pourquoi je l'aime (1976)
- À l'aube du dernier jour (1977)
- Minuit (1980)
- Los Angeles (1981)
- Elle m’attend (1983)
- T'aimer d'amour (1985)
- Barrière des générations (1990)
- Le Rap pas innocent - Ronymix 98 (1998)